# SimCity (seria)
SimCity – seria gier wyprodukowanych przez firmę Maxis, należąca do grona Simów, czyli gier symulacyjnych z przedrostkiem SIM (skrót od ang. simulation – symulacja). Pierwszą grą z tej serii było SimCity wydane w 1989 r. – do dzisiaj doczekało się 7 odsłon i trzech dodatków. Od daty premiery pierwszej części gry seria ta sprzedała się na całym świecie w nakładzie przekraczającym 17 milionów egzemplarzy.
Gry z serii SimCity pozwalają na budowanie i zarządzanie wirtualnymi miastami poprzez wyznaczanie stref: mieszkalnej, handlowej i przemysłowej, rozbudowę sieci energetycznej, wodociągowej, drogowej, zapewnienie wystarczającej ochrony przeciwpożarowej i policyjnej, budowę systemu transportu, edukacji i opieki zdrowotnej. Gracz ma do wyboru szereg rozwiązań komunikacyjnych, takich jak lotniska, porty czy transport publiczny. Wraz z rozwojem miasta wzrasta poziom trudności – nowe żądania mieszkańców m.in. zmniejszenie podatków, natężenia ruchu, czy budowa nowych szpitali i szkół. Każda kolejna wersja SimCity jest coraz bardziej złożona, czego przejawem może być pojawienie się stopnia zanieczyszczenia środowiska w SimCity 2000, czy konieczność płacenia za eksploatację elektrowni i systemu wodociągów w SimCity 4. Z każdą wersją wzrasta też liczba tzw. budynków specjalnych, takich jak np. Wieża Eiffla.
Dodatkową opcją, która pojawiła się w czwartej odsłonie gry, jest kontrola simów z gry The Sims. Gracz może zaimportować do swojego miasta dowolnego sima i podglądać jego zachowania i reakcje na zmiany.

## Gry z cyklu SimCity
- SimCity (1989)

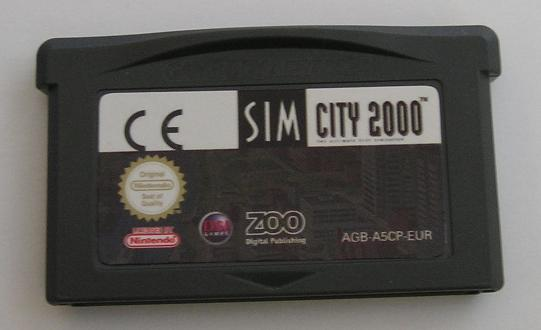
SimCity 2000 – kartridż na GBA

- SimCity 2000 (1993); (2004) – reedycja na konsolę Gameboy Advance
- SimCity 3000 (1999)
- SimCity 64 gra stworzona na Nintendo 64 tylko w japońskiej wersji językowej (2000)
- SimCity 4 (2003)
  - SimCity 4: Godziny szczytu (2003)
- SimCity Mobile (2006) – SimCity na telefony komórkowe
- SimCity DS (2007) – na konsolę Nintendo DS
- SimCity: Społeczności (2007)
  - SimCity Społeczności: Na wakacjach (2008)
- SimCity Creator (2008) – gra na Wii i Nintendo DS
- SimCity (2013)[2]
  - SimCity: Miasta Przyszłości (2013)
- SimCity BuildIt (2014) – wydana na smartfony z systemem iOS i Android